# Sándor Lumniczer (strzelec)
Sándor von Lumniczer, później Sándor Lomniczy (ur. 16 stycznia 1896 w Budapeszcie, zm. 24 grudnia 1958 tamże) – węgierski strzelec, olimpijczyk, wielokrotny mistrz świata. Z zawodu lekarz.

## Życiorys
Pochodził z rodziny lekarskiej. Jego przodkiem był Sándor Lumniczer, znany w czasach Austro-Węgier profesor chirurgii i przyjaciel Ignaza Semmelweisa. Ojciec József Lumniczer był dyrektorem jednego ze szpitali na Węgrzech, na jego cześć nazwano też jedno z narzędzi lekarskich, tzw. szczypce Lumniczera. 
Także najmłodszy z Lumniczerów podjął studia medyczne na Uniwersytecie Budapeszteńskim, jednak przerwał je w czasie I wojny światowej i trafił na front. Za swoją postawę w czasie wojny został odznaczony Orderem Vitéza, a studia medyczne dokończył w latach 20. Od 1924 roku pracował w klinice chirurgicznej, a w latach 1939-1945 w szpitalu w Koszycach (jako główny chirurg). Pod koniec II wojny światowej został mianowany szefem oddziału chirurgicznego Szpitala Państwowego im. Karola Roberta w Budapeszcie, w którym pracował do swojej śmierci w 1958 roku. 
Równocześnie Lumniczer uczestniczył w zawodach strzeleckich. Wystąpił na Letnich Igrzyskach Olimpijskich 1924, na których pojawił się w trzech konkurencjach. Najlepszy wynik osiągnął w trapie drużynowym, w którym wraz z Gyulą Halasym oraz braćmi Szomjas (László i Gusztáv) zajął 10. miejsce. Były to jego jedyne igrzyska olimpijskie w karierze.
Lumniczer jest piętnastokrotnym medalistą mistrzostw świata – wszystkie medale zdobył w trapie (siedem indywidualnie, osiem drużynowo). W dorobku ma osiem złotych, trzy srebrne i cztery brązowe medale. Według niektórych źródeł, zawody w trapie na mistrzostwach świata (na których Lumniczer zdobywał medale) były jednocześnie zawodami o mistrzostwo Europy. Ponadto w 1947 roku miał zdobyć brązowy medal w zawodach drużynowych w strzelaniu do gołębi.  Międzynarodowa Federacja Strzelecka nie uznaje jednak tych zawodów za oficjalne mistrzostwa Europy. Zdobył jednak wicemistrzostwo Europy w trapie drużynowym z 1955 roku.

## Osiągnięcia sportowe

### Wyniki olimpijskie
| Igrzyska | Konkurencja                          | Wynik                         | Miejsce | Źródło |
| -------- | ------------------------------------ | ----------------------------- | ------- | ------ |
| IO 1924  | Runda pojedyncza do sylwetki jelenia | 20 punktów                    | 31T     | [ 6 ]  |
| IO 1924  | Trap                                 | DNF                           | DNF     | [ 7 ]  |
| IO 1924  | Trap, drużynowo                      | 321 punktów (86 punktów ind.) | 10      | [ 3 ]  |

### Medale na mistrzostwach świata
Opracowano na podstawie materiału źródłowego:
| Mistrzostwa     | Konkurencja     | Wynik                | Miejsce |
| --------------- | --------------- | -------------------- | ------- |
| Sztokholm 1929  | Trap            | 287 punktów          | 1       |
| Sztokholm 1929  | Trap, drużynowo | 754 punkty (druż.)   | 1       |
| Rzym 1930       | Trap            | 90 punktów           | 3       |
| Lwów 1931       | Trap            | 279 punktów          | 2       |
| Lwów 1931       | Trap, drużynowo | 692 punkty (druż.)   | 2       |
| Wiedeń 1933     | Trap            | 298 punktów          | 1       |
| Wiedeń 1933     | Trap, drużynowo | 1178 punktów (druż.) | 1       |
| Budapeszt 1934  | Trap, drużynowo | 1085 punktów (druż.) | 1       |
| Bruksela 1935   | Trap            | 280 punktów          | 2       |
| Bruksela 1935   | Trap, drużynowo | 1103 punkty (druż.)  | 1       |
| Berlin 1936     | Trap, drużynowo | 1062 punkty (druż.)  | 1       |
| Helsinki 1937   | Trap            | 292 punkty           | 3       |
| Luhačovice 1938 | Trap, drużynowo | 685 punktów (druż.)  | 3       |
| Berlin 1939     | Trap            | 288 punktów          | 1       |
| Berlin 1939     | Trap, drużynowo | 809 punktów (druż.)  | 3       |